# HD 164712
HD 164712，又名CP-75 1410，SAO 257569、HR 6731，是一颗恒星，视星等为5.86，位于銀經318.15，銀緯-23.85，其B1900.0坐标为赤經17h 57m 16.2s，赤緯-75° -23.85′ 37″。